# Daniel Frisa
Daniel "Dan" Frisa, född 27 april 1955 i New York, New York, är en amerikansk republikansk politiker. Han representerade delstaten New Yorks fjärde distrikt i USA:s representanthus 1995–1997.
Frisa utexaminerades från St. John's University. Han arbetade för Johnson & Johnson och Fortunoff innan han blev politiker. Han var ledamot av New York State Assembly, underhuset i delstatens lagstiftande församling, 1985–1992.
Frisa besegrade sittande kongressledamoten David A. Levy i republikanernas primärval inför kongressvalet 1994. Han vann sedan själva kongressvalet och efterträdde Levy i representanthuset i januari 1995. Han kandiderade till omval efter en mandatperiod i representanthuset men besegrades av demokraten Carolyn McCarthy som förespråkade striktare vapenkontroll i sin kampanj.